# Alex Rosenberg
Alex F. T. W. Rosenberg (né le 5 décembre 1926 à Berlin et mort le 27 octobre 2007 à Schwerte), est un mathématicien américain qui a travaillé en algèbre. Il ne doit pas être confondu avec le mathématicien Alexander L. Rosenberg (1946–2012), un mathématicien soviétique qui était vers le tard professeur à la Kansas State University.

## Biographie
Rosenberg émigre en 1939 avec ses parents et sa sœur pour fuir la persécution national-socialiste en Allemagne, et via la Suisse et l'Angleterre il arrive en Ontario au Canada. Il étudie à l'Université de Toronto avec un baccalauréat en 1948 et une maîtrise en 1949 et obtient son doctorat en 1951 à l'Université de Chicago sous la supervision d'Irving Kaplansky (titre de sa thèse : Subrings of simple rings with minimal ideals). Il est ensuite à l'Université du Michigan et, à partir de 1952,  instructeur et plus tard professeur associé à l'Université Northwestern. De 1961 à 1986, il est professeur à l'Université Cornell, où il dirige le département de mathématiques de 1966 à 1969. À partir de 1986, il est professeur à l'Université de Californie à Santa Barbara, où il dirige le département de mathématiques en 1986/87. Il prend sa retraite en 1994. Il a vécu à Schwerte pendant ses dix dernières années. Il est devenu citoyen américain en 1959.
Il effectue plusieurs séjours de recherche : de 1955 à 1957, il est à l'Institute for Advanced Study de Princeton, de 1961 à 1979 professeur invité à l'Université de Californie à Berkeley, chercheur invité 1963/64 au Queen Mary College de Université de Londres, en 1969/70 et 1982 à la l'Université de Californie à Los Angeles, en 1984/85 à l'Université de Dortmund, en 1980 professeur invité à l'Université de Californie du Sud et en 1976 professeur invité à l'École polytechnique fédérale de Zurich.

## Recherche
Rosenberg a travaillé en algèbre homologique, en théorie des anneaux, des anneaux de Witt et des formes quadratiques. Il a appliqué les techniques d'algèbre homologique développées dans les années 1940 et 1950 à la théorie de Galois et aux formes quadratiques. Le théorème de Hochschild-Kostant-Rosenberg, prouvé en 1962, porte son nom et ceux de ses coauteurs  Gerhard Hochschild et Bertram Kostant,.
En 1975/76, il a séjourné, grâce à un prix de recherche Humboldt à l'Université Louis-et-Maximilien de Munich auprès de Bodo Pareigis, qui avait fait sa thèse avec lui dans les années 1960. Vera Pless était également son doctorante.
De 1974 à 1983, il a été administrateur (trustee) de l'American Mathematical Society. De 1960 à 1965, il a été rédacteur en chef de la section algèbre des Proceedings of the American Mathematical Society et de 1974 à 1976 de l'American Mathematical Monthly. Au début des années 1970, il a dirigé le programme de premier cycle de la Mathematical Association of America.

## Publications (sélection)
- Alex Rosenberg, « The Number of Irreducible Representations of Simple Rings with No Minimal Ideals », American Journal of Mathematics, vol. 75, no 3,‎ 1953, p. 523-530 (DOI 10.2307/2372501)
- Alex Rosenberg, « Finite-dimensional simple subalgebras of the ring of all continuous linear transformations », Mathematische Zeitschrift, vol. 61, no 1,‎ 1954, p. 150–159 (DOI 10.1007/BF01181339)
- Samuel Eilenberg, Alex Rosenberg et Daniel Zelinsky, « On the Dimension of Modules and Algebras, VIII. Dimension of Tensor Products », Nagoya Mathematical Journal, vol. 12,‎ 1957, p. 71-93 (DOI 10.1017/S0027763000021954)
- Maurice Auslander et Alex Rosenberg, « Dimension of Ideals in Polynomial Rings », Canadian Journal of Mathematics, vol. 10,‎ 1958, p. 287-293 (DOI 10.4153/CJM-1958-031-0)
- Alex Rosenberg, « Blocks and centres of group algebras », Mathematische Zeitschrift, vol. 76, no 1,‎ 1961, p. 209-216 (DOI 10.1007/BF01210971)
- Gerhard Hochschild, Bertram Kostant et Alex Rosenberg, « Differential Forms On Regular Affine Algebras », Transactions of the American Mathematical Society, vol. 102, no 3,‎ 1962, p. 383-408 (DOI 10.2307/1993614)
- Alex Rosenberg et Daniel Zelinsky, « Tensor products of semiprimary algebras », Duke Mathematical Journal, vol. 24, no 4,‎ 1957, p. 555-559 (DOI 10.1215/S0012-7094-57-02462-6)
- David K. Harrison, Stephen U. Chase et Alex Rosenberg, « Galois theory and galois cohomology of commutative rings », Memoirs American Mathematical Society, vol. 52,‎ 1965, p. 15-33
- Manfred Knebusch, Alex Rosenberg et Roger Ware, « Structure of Witt Rings and Quotients of Abelian Group Rings », American Journal of Mathematics, vol. 94, no 1,‎ 1972, p. 119-155 (DOI 10.2307/2373597)
- Manfred Knebusch, Alex Rosenberg et Roger Ware, « Signatures on semilocal rings », Journal of Algebra, vol. 26, no 2,‎ 1973, p. 208-250 (DOI 10.1016/0021-8693(73)90021-5)
- Thomas C. Craven, Alex Rosenberg et Roger Ware, « The Map of the Witt Ring of a Domain into the Witt Ring of its Field of Fractions », Proceedings of the American Mathematical Society, vol. 51, no 1,‎ 1975, p. 25-30 (DOI 10.1090/S0002-9939-1975-0384789-1)